# 梅氏副軟口魚
梅氏副軟口魚（學名：Parachondrostoma miegii）為輻鰭魚綱鯉形目雅羅魚科副軟口魚屬的一個種，分布於歐洲西班牙埃布羅河和塔霍河的一個源頭流域，本魚身體細長，頭部相對較小，口下位，下唇較厚，有一個拱形的角質板，側線鱗45-56枚，尾柄深度為其長度的1.5-1.9倍，24-33個鰓耙，體長可達25公分，棲息在流動的溪流及洄水區，以矽藻為食，繁殖期在四至六月，雌魚產卵數約600至1500個。